# ورنر کروف
ورنر کروف (انگلیسی: Werner Korff; ۱۸ دسامبر ۱۹۱۱ – ۱۱ فوریهٔ ۱۹۹۹) بازیکن هاکی روی یخ اهل آلمان بود.